# Кеклик берберійський

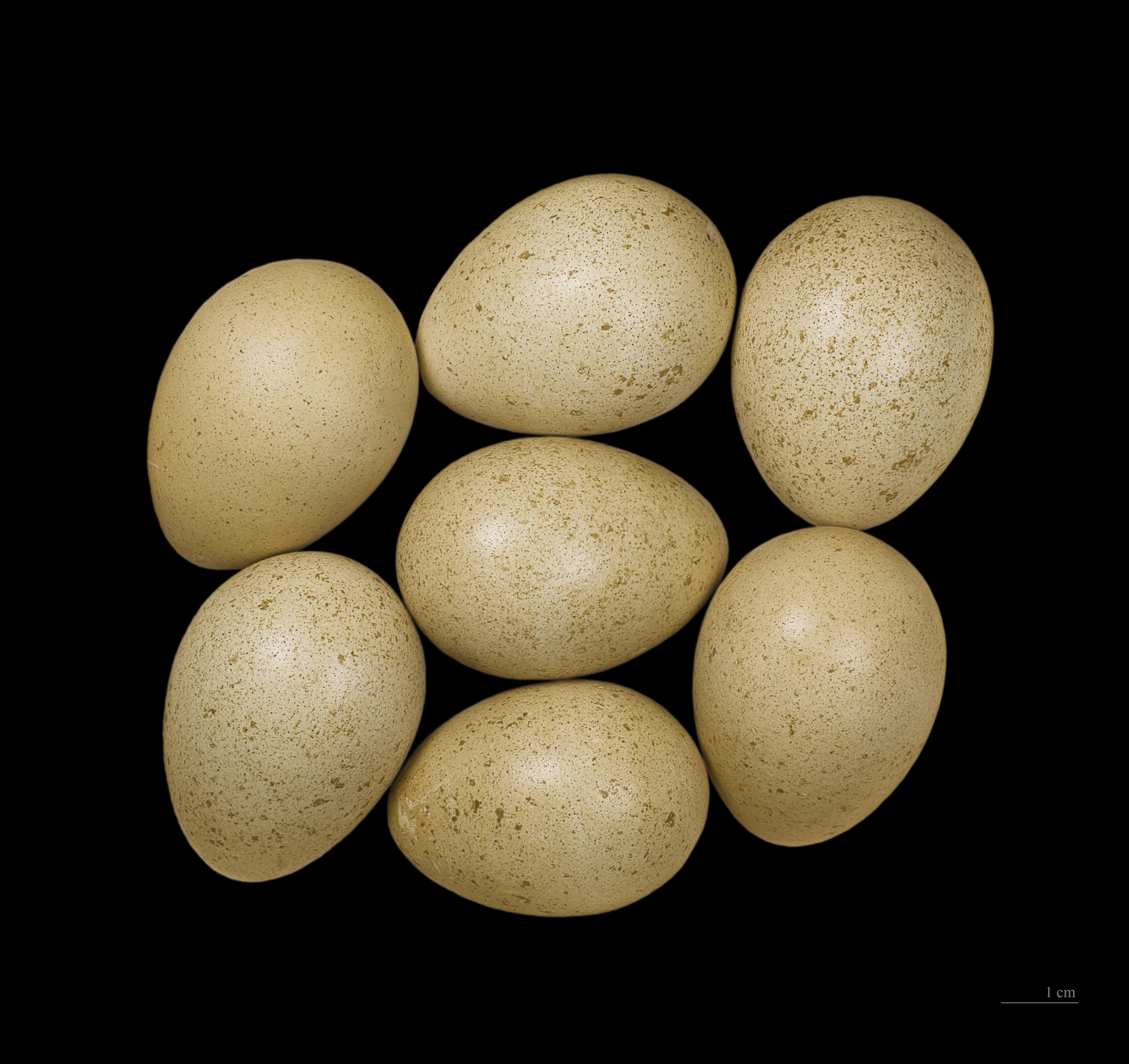
Alectoris barbara

Кеклик берберійський (Alectoris barbara) — птах, один з видів кекликів родини фазанових.
Alectoris barbara є національним птахом Гібралтару.

## Зовнішній вигляд
Alectoris barbara схож на європейського кеклика. Головна відмінна ознака — це пляма на горлі і блакитно-сірі «брови». Крім того, у цього кеклика на шиї є каштаново-коричнева смуга з білими плямами. За оком проходить довга вертикальна смуга рожевого кольору.
Полохливий птах, веде поодинокий спосіб життя, мешкає на землі, літає дуже рідко.

## Поширення
Ареал простягається від північної Сахари до пн.-зх. Єгипту, Марокко, Канарських островів, Гібралтару й пд. Іспанії. Трапляється також на островах Фуертевентура, Тенерифе, Лансароте та Гомера, куди, певно, була завезена людиною. Популяція, що мешкає на Сардинії, можливо також була інтродукована.
Вид має високий рівень адаптації до умов існування. Поряд з оброблюваними землями він живе в степах, порослих молочаєм, в евкаліптових лісах, а також у горах аж до межі снігу.

## Розмноження
У кладці від 10 до 14 яєць, покритих червоно-коричневими крапинами. Інкубаційний період триває 25 днів. Молоді птахи залишаються разом з дорослими птахами аж до наступного періоду гніздування.

## Підвиди
Описано 4 підвиди:
- A. b. koeningi — північний захід Марокко, завезена на Канарські острови та північ Іспанії
- A. b. barbara — північ Марокко та Алжир; Сардинія (інтродуковано?)
- A. b. spatzi — північ Марокко до центрального Алжиру і півночі Тунісу
- A. b. barbata — Лівія и північний захід Єгипту